# Mianszerin

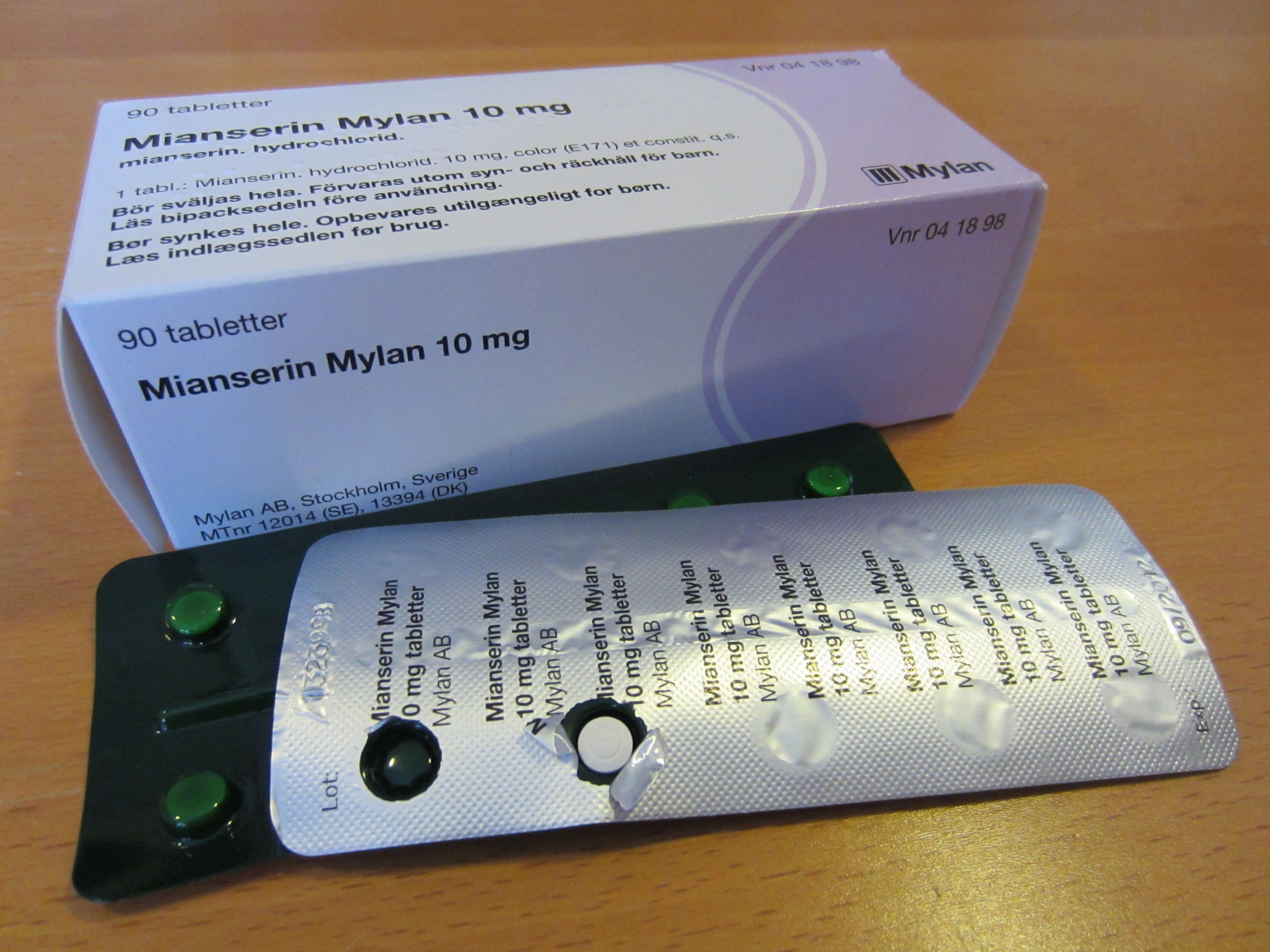
Mianserin

A mianszerin (INN: mianserin) a piperazino-azepinek közé tartozik. Tetraciklikus antidepresszívum. Kémiailag nem áll rokonságban a triciklusos antidepresszívumokkal (TCA-k). Nem tartalmazza azt a bázikus oldalláncot, amelynek a TCA-k antikolinerg aktivitását tulajdonítják.
A VIII. Magyar Gyógyszerkönyvben Mianserini hydrochloridum    néven hivatalos.  

## Hatása
Gátolja a preszinaptikus α-adrenoreceptorokat. A noradrenalin visszavétel (reuptake) gátláson keresztül növeli a centrális noradrenerg neurotranszmissziót. Emellett a központi idegrendszerben interakcióba lép szerotonin-receptorokkal. A centrális szerotonin-felvételre gyenge hatással bír, de depressziós betegekben fokozza a perifériás szerotoninfelvételt.
A mianszerin antidepresszív profilját humán farmako-EEG vizsgálatokkal igazolták. Ezen túlmenően anxiolitikus és alvásjavító tulajdonságai is vannak, ami a szorongással vagy alvászavarokkal társult depresszióban szenvedő betegek kezelésében előnyös. A szedatív tulajdonságokat a mianszerinnek a H1 hisztamin-receptoron és az α1-receptoron kifejtett antagonista aktivitásának tulajdonítják.
A mianszerint jól tolerálják az idősek és a kardiovaszkuláris betegek is. A terápiásan hatékony adagban a mianszerinnak gyakorlatilag nincs sem antikolinerg aktivitása, de jelentős szedatív hatással rendelkezik. A kardiovaszkuláris rendszerre sem fejt ki hatást. A TCA-khoz hasonlítva túladagolás esetén kevesebb kardiotoxikus mellékhatása van. 
A mianszerin nem antagonizálja az adrenerg receptorokon (pl. betanidin) ill. az α2-receptoron (pl. klonidin, metildopa) ható szimpatomimetikumok ill. az antihipertenzívumok hatását. 
Számos farmakológiai tulajdonsága különbözik az amitriptilintől, de antidepresszív hatásuk hasonló. Az amitriptilinnel ellentétben a mianszerin nem gátolja a noradrenalin perifériás újrafelvételét.

## Fordítás
- Ez a szócikk részben vagy egészben  a   Mianserin című angol Wikipédia-szócikk fordításán alapul.  Az eredeti cikk szerkesztőit annak laptörténete sorolja fel. Ez a jelzés csupán a megfogalmazás eredetét és a szerzői jogokat jelzi, nem szolgál a cikkben szereplő információk forrásmegjelöléseként.